# Metaxycera rubroguttata
Metaxycera rubroguttata is een keversoort uit de familie bladkevers (Chrysomelidae). De wetenschappelijke naam van de soort werd in 1864 gepubliceerd door Joseph Sugar Baly.